# Ceraunius Fossae
Ceraunius Fossae é uma fossa que vai de 19.1° e 38.4° latitude norte  a 104.7° e 113° longitude oeste no quadrângulo de Tharsis em Marte. Seu nome vem de uma formação de albedo clássica. Seu nome foi aprovado pela  União Astronômica Internacional em 1973.

## Fossa
Grandes fraturas (depressões extensas e estreitas) chamadas fossae na linguagem geográfica utilizada para Marte. Essas fraturas se formam quando a crosta é esticada até seu rompimento numa rachadura. Esse estiramento pode ser devido ao peso excessivo de um vulcão próximo. Fossae/buracos de crateras são comuns próximos a vulcões no complexo vulcânico de Tharsis e Elysium.. Uma fossa muitas vezes possui duas quebras com a sessão intermediária se movendo para baixo, deixando escarpas íngremes nos lados; uma fenda deste tipo é chamada um graben.  Crateras de buraco não possuem bordas ou ejecta ao redor, tal como crateras de impacto. Estudos tem mostrado que em Marte uma falha pode ter uma profundidade de até 5 km. Além do mais, a rachadura ou falha às vezes se alarga ou dilata. O alargamento ocasiona a formação de um grande volume de espaço vazio. Quando material desliza para dentro da fenda, uma cratera de buraco ou cadeia de crateras de buraco se forma. Em Marte, crateras de buraco individuais muitas vezes mergem formando cadeias ou até mesmo formando sulcos muitas vezes fracionados. Outras idéias tem sido propostas para explicar a formação de fossae e crateras de buraco. Há evidencias de que estes estejam associado a diques de magma. Magma pode se mover através do subterrâneo desfazendo as rochas e, mais importante, derretendo o gelo. A ação resultante poderia ser a abertura de uma rachadura na superfície. Crateras de buraco não são comuns na Terra. Dolinas, onde o chão desaba deixando um buraco (às vezes no meio de uma cidade) lembram crateras de buraco em Marte. No entanto, na Terra esses buracos são causados por rochas arenosas sendo dissolvidas causando como consequência um buraco no solo.
Conhecimento dessas localizações e mecanismos de formação de crateras de buraco e fossae são importantes para a futura colonização de Marte pois estes locais podem ser reservatórios de água.

## Riscas escuras nos desfiladeiros
Riscas escuras nos desfiladeiros (Dark slope streaks) são comuns em Marte. Elas ocorrem nos íngremes barrancos das crateras, fendas e vales. As riscas são escuras em princípio. Elas clareiam com o passar do tempo. Às vezes elas tem início em um ponto minúsculo, então elas se expandem por centenas de metros. Foi observado que elas correm ao redor de obstáculos, como penedos.  Acredita-se que avalanches de poeira clara que expõem uma camada inferior mais escura. No entanto, várias idéias tem sido elaboradas para explicar essas riscas. Algumas envolvem água ou até mesmo o crescimento de organismos. As riscas aparecem em áreas cobertas por poeira. Grande parte da superfície de Marte é coberta por poeira. Poeira fina da atmosfera cai cobrindo tudo. Sabe-se muito a respeito disso pois os painéis solares da Mars Rover ficam cobertos por poeira, reduzindo dessa forma a energia elétrica. A potência dos rovers foi restaurada muitas vezes pelo vento, na forma de redemoinhos, limpando os painéis aumentando a geração de eletricidade. Tempestades de areia são frequentes, especialmente quando a estação da primavera tem início no hemisfério sul. Nessa época, Marte se encontra 40% mais próximo do sol. A órbita de Marte é muito mais elíptica que a da Terra. Isto é, a diferença entre o ponto mais distante e o mais próximo do sol varia muito em Marte, mas muito pouco na Terra. Ainda, a cada poucos anos o planeta inteiro é tomado por tempestades de poeira. Quando a sonda Mariner 9 da NASA aterrissou no planeta, nada podia ser visto através da tempestade de areia. Outras tempestades de poeira globais tem sido observadas desde então.